# Маяк замка Морицбург
Маяк замка Морицбург (нем. Leuchtturm Moritzburg) — маяк на территории Фазаньего дворца (1769—1782), входящего в архитектурный ансамбль замка Морицбург — владения саксонских курфюрстов дома Веттинов, расположенного в немецком городе Морицбург, в 14 км от Дрездена, федеральная земля Саксония.
Замок носит имя курфюрста Морица Саксонского (1521— 1523), по указанию которого в 1542—1546 годах было построено загородное поместье для проведения придворной охоты. Курфюрст Август Сильный (1670—1733) велел капитально перестроить замок, приспособив его к вкусам XVIII века, что и было осуществлено в 1723—1733 годах под наблюдением придворного архитектора Маттеуса Пёппельмана. Пёппельман соединил многочисленные озёра вокруг замка, превратив их в один большой водоём — в результате лишь узкая длинная дорога стала соединять Морицбург с «большой землей». Тогда же были заново отделаны интерьеры замка и разбит парк.

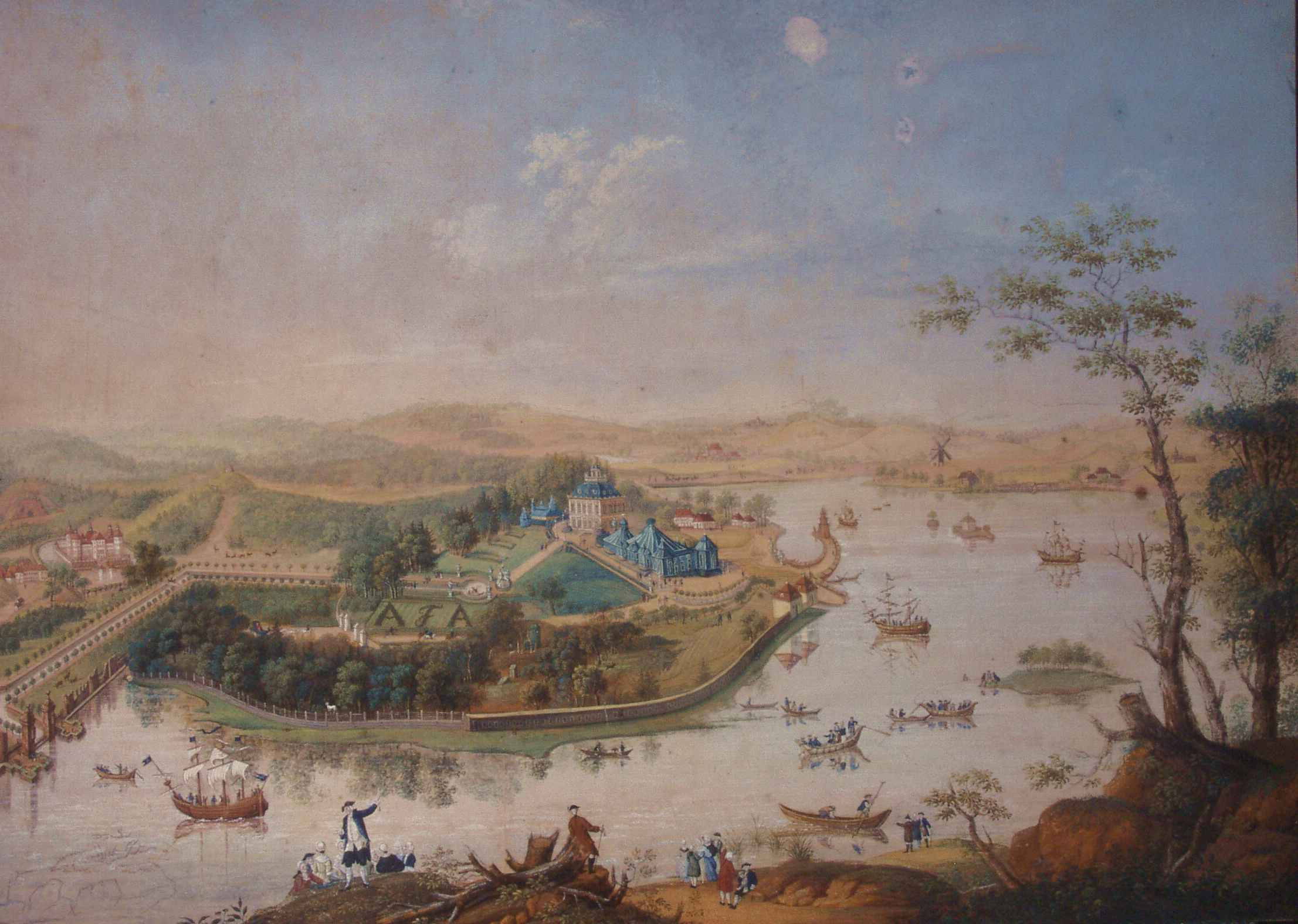
Иоганн Фридрих Нагель. Замок Морицбург с высоты птичьего полёта, ок. 1776 (маяк виден на мысе в центре картины)

Несколько позже был построен изящный Фазаний дворец, летняя вилла владельцев. С внешней стороны фасада здания спускается двухмаршевая лестница, ведущая к Большому пруду (Niederen Großteichs) с миниатюрной гаванью и пристанью, на которой находится маяк. Гавань использовалась для проведения имитации морских сражений (навмахия) для развлечения монарха.
Поводом для создания подобного рода увеселений стали рассказы графа Алексея Орлова, российского военного и политического деятеля о крупной победе возглавляемой им эскадры над османским флотом в Чесменском сражении в восточной части Эгейского моря, состоявшемся 24—26 июня (5—7 июля) 1770 года в ходе русско-турецкой войны 1768—1774 годов. Курфюрст Фридрих Август I узнал подробности морского сражения, когда принимал русского флотоводца у себя в Дрездене. По его приказу во второй половине 1770-х годов было построено портовое сооружение с пирсом, на котором был возведён маяк и установлены пушки. Кроме того, было построено несколько боевых кораблей для реконструкции сражений. Таким образом, маяк фактически был частью декораций своеобразного театра под открытым небом, пока проведение празднеств не было прекращено в начале революционных войн в 1792 году.
Внутренний маяк, в архитектурном отношении похожий на пагоду, представляет собой массивную кирпичную конструкцию высотой 21,8 м (включая флюгер) и диаметром около 6 м, которая слегка сужается к вершине. Флюгер золотистого цвета расположен на восьмиугольной изогнутой медной крыше. В ходе одной из реставраций деревянная лестница была заменена на металлическую.